# Eberhard Trommer
Eberhard Trommer (* 14. September 1939) ist ein ehemaliger deutscher Fußballspieler, der in den 1960er Jahren für den SC Einheit Dresden und die BSG Wismut Gera in der DDR-Oberliga, der höchsten Spielklasse im DDR-Fußball, aktiv war.

## Sportliche Laufbahn
Mit 19 Jahren bestritt Eberhard Trommer in der Saison 1960 beim DDR-Oberligisten SC Einheit Dresden seine ersten Spiele im höherklassigen Fußball. In seinen zehn Oberligaspielen stand er fünfmal in der Startelf, nur viermal bestritt er die gesamte Spieldauer. Als Stürmer aufgeboten erzielte er vier Tore. In der folgenden Saison wurde der DDR-Fußball nach fünf Spielzeiten wieder auf den Sommer-Frühjahr-Spielrhythmus umgestellt, dazu wurden in der Oberliga 39 Spiele ausgetragen. Trommer kam bereits am 1. Spieltag als Linksaußenstürmer über 90 Minuten zum Einsatz, wurde danach aber von Peter Tempel als Stammspieler verdrängt. Erst als Tempel im zweiten Drittel der Saison längere Zeit ausfiel, kam Trommer zu weiteren zehn Spielen als linker Angreifer zum Zuge. Insgesamt spielte er 1961/62 13-mal in der Oberliga und kam zu zwei Torerfolgen. Der SC Einheit musste nach dieser Saison aus der Oberliga absteigen. In der zweitklassigen 1. DDR-Liga kam Trommer bei 26 ausgetragenen Partien nur dreimal zum Einsatz. Anschließend trat Trommer bis 1965 in den DDR-weiten Ligen nicht in Erscheinung.
In der Saison 1965/66 gehörte Trommer zum Aufgebot der Armeesportgemeinschaft ASG Vorwärts Leipzig, die in der DDR-Liga vertreten war. Von den 30 ausgetragenen Ligaspielen bestritt Trommer 22 Partien, in denen er überwiegend auf seiner Stammposition als Linksaußen aufgeboten wurde und fünf Treffer erzielte. 
1966/67 kehrte Trommer in die Oberliga zurück, nun für die Betriebssportgemeinschaft (BSG) Wismut Gera spielend. Beim Oberliga-Aufsteiger kam er in den 26 Spielen 16-mal auf wechselnden Angriffspositionen zum Einsatz. Dabei schoss er zwei Tore. Dem Geraer Oberliganeuling gelang es nicht, die Klasse zu halten und trat anschließend wieder in der DDR-Liga an. Dort bestritt Trommer für Wismut Gera bis 1972 fünf Spielzeiten, in denen er stets einen Stammplatz in der Mannschaft hatte. In den 142 Ligaspielen dieses Zeitraums wurde er 115-mal eingesetzt und gehörte mit 24 Treffern in jeder Spielzeit zu den Torschützen. Im Sommer 1972 beendete Trommer seine Laufbahn als Leistungssportler. Als Freizeitfußballer spielte er noch für die 2. Mannschaft von Wismut Gera in der drittklassigen Bezirksliga und verhalf ihr 1973 zur Bezirksmeisterschaft.  